# فيليكس إنغلهارت
فيليكس إنغلهارت (بالألمانية: Felix Engelhardt)‏ (و. 2000  م) هو دراج ألماني، ولد في أولم.

## التصنيف
| السنة     | 2021 | 2022 | 2023 | 2024 |
| --------- | ---- | ---- | ---- | ---- |
| عالمي     | 897  | 346  | 166  | 640  |
| أوروبا    | 686  | 276  | -    | -    |
|           |      |      |      |      |
| مصدر: UCI |      |      |      |      |

## سجل الفوز

### سباقات أو مراحل فاز بها
| التاريخ        | السباق                                              | المركز                                           |
| -------------- | --------------------------------------------------- | ------------------------------------------------ |
| 12 يوليو 2019  | طواف النمسا 2019                                    | التاسع في تصنيف أفضل شاب                         |
| 23 أبريل 2021  | جيرو ديل ترينتينو 2021                              | الفائز حسب ترتيب السرعة                          |
| 25 يوليو 2021  | 2021 Grand Prix Kranj                               | المركز الثاني                                    |
| 24 مارس 2022   | 2022 GP Vipava Valley & Crossborder Goriška         | المركز الثاني                                    |
| 10 يوليو 2022  | 2022 European Road Cycling Championships Men U23 RR | الفائز في التصنيف العام                          |
| 19 مارس 2023   | بير سيمبري ألفريدو 2023                             | الفائز في التصنيف العام                          |
| 25 مارس 2023   | كوبي وبارتالي 2023                                  | العاشر في تصنيف النقاط، السادس في تصنيف أفضل شاب |
| 27 يوليو 2023  | فولتا كاستيلا ليون 2023                             | المركز الثاني                                    |
| 24 سبتمبر 2023 | سباق الطريق لنخبة الرجال في بطولة أوروبا 2023       | المرتبة 20 في التصنيف العام                      |
| 15 أكتوبر 2023 | كأس اليابان للدراجات 2023                           | المركز الثاني                                    |
| 30 يونيو 2024  | أوكولو سلوفينسكا 2024                               | المركز الثالث                                    |